# Список эпизодов сериала «Боб-строитель»
Список серий британского мультсериала «Боб-строитель».

## Сезон 1
| № | №  | Название                                              | Режиссёр  | Сценарий       | Премьера           |
| --- | -- | ----------------------------------------------------- | --------- | -------------- | ------------------ |
| 1 | 1  | «Scoop Saves the Day» «Скуп спасает положение»        | Сара Болл | Дайан Рэдмонд  | 28 ноября 1998 г.  |
| Опасная гроза вызывает хаос — дороги заблокированы, деревья и телеграфные линии повалены, трубы сломаны, заборы разрушены… смогут ли Боб и его команда машин исправить ущерб, нанесенный штормом? По пути Сардинка, домашний кот Боба, застревает в сломанном дереве, нависающем над серединой пруда с утками. Скуп спасает Сардинку, в то время как Мак и Лофти расчищают ветки, а Диззи использует свою бетономешалку, чтобы спасти утят.                                                                               |    |                                                       |           |                |                    |
| 2 | 2  | «Travis Paints the Town» «Трэвис красит город»        | Сара Болл | Крис Трэнгов   | 5 декабря 1998 г.  |
| Боба вызывают с работы, оставляя Роли и Трэвиса наедине с машиной для разметки Роли. Это дает ревнивому Споду возможность саботировать Трэвиса, так как Трэвис никогда раньше не попадал в неприятности. Спод прицепляет машину для разметки к Трэвису, затем лжет ему, говоря, что фермер Пиклз нуждается в нем у пруда. Роли, фермер Пиклз, Боб и Мак вскоре начинают преследовать Трэвиса, пока он рисует белые линии по всей дороге. Спод, который разыграл Трэвиса, в качестве наказания вынужден мыть дорогу мылом. |    |                                                       |           |                |                    |
| 3 | 3  | «Bob Saves the Hedgehogs» «Боб спасает ёжиков»        | Сара Болл | Крис Трэнгов   | 12 декабря 1998 г. |
| Боб и его команда помогают семье ёжиков перейти через оживленную дорогу. Лофти пугается их и принимает за мышей, но позже успокаивается, когда переносит их обратно в подземный туннель, который строили Боб и команда. |    |                                                       |           |                |                    |
| 4 | 4  | «Pilchard In a Pickle» «Сардинка в банке»             | Сара Болл | Крис Трэнгов   | 19 декабря 1998 г. |
| Кот Боба Сардинка пропадает. Венди пытается найти Сардинку, не подозревая, что она дремлет в одной из труб, которые Трэвис перевозит для Боба и команды, чтобы они их проложили. |    |                                                       |           |                |                    |
| 5 | 5  | «Muck Gets Stuck» «Мак застрял»                       | Сара Болл | Крис Трэнгов   | 26 декабря 1998 г. |
| Мак застревает в темном туннеле, поэтому Боб и остальные изо всех сил пытаются его вытащить. Мак также боится темноты. |    |                                                       |           |                |                    |
| 6 | 6  | «Wendy’s Busy Day» «Трудовые будни Венди»             | Сара Болл | Дайан Рэдмонд  | 2 января 1999 г.   |
| Боб простудился, поэтому Венди вмешивается и берет управление на себя. Затем она берет Мака, Роли и Диззи, чтобы закончить дорогу, но когда Диззи застревает в цементе во время игры в футбол, Лофти вызывается спасти ее. Тем временем дома Мак начинает простужаться. |    |                                                       |           |                |                    |
| 7 | 7  | «Bob’s Bugle» «Боб-музыкант»                          | Сара Болл | Джимми Хибберт | 9 января 1999 г.   |
| Боб делает себе тромбон из остатков труб. Ни у одной из машин нет смелости сказать ему, как ужасно это звучит, кроме Роли, которому на самом деле нравится, как это звучит, и у которого нет никаких жалоб, поэтому они пытаются спрятать его, но после несчастного случая Боб роняет свой тромбон, и Роли наезжает на него. |    |                                                       |           |                |                    |
| 8 | 8  | «Buffalo Bob» «Боб-ковбой»                            | Сара Болл | Крис Трэнгов   | 16 января 1999 г.  |
| Боб принимает участие в соревновании по танцам в линию. Когда его партнерша по танцам, Мэвис, звонит ему и говорит, что она подвернула лодыжку в спортзале и не может соревноваться, Венди предлагает занять ее место в качестве партнера Боба. Машины также принимают участие в своем собственном танце в линию. |    |                                                       |           |                |                    |
| 9 | 9  | «Travis and Scoop’s Race Day» «Гонка Трэвиса и Скупа» | Сара Болл | Росс Хастингс  | 23 января 1999 г.  |
| Спод бросает вызов Скупу и Трэвису на гонку, чтобы узнать, кто из них работает усерднее другого. Скуп выигрывает гонку, хотя Спод и обманывает его, постоянно ставя ему препятствия, чтобы Трэвис победил. |    |                                                       |           |                |                    |
| 10 | 10 | «Bob’s Birthday» «День рождения Боба»                 | Сара Болл | Дайан Рэдмонд  | 30 января 1999 г.  |
| Команда готовит особый сюрприз на День рождения Боба. Мак, Роли и Диззи делают «Торт из цемента» из старой шины для Боба в честь десяти работ, пока Боб, Скуп и Лофти находятся на ферме фермера Пиклза. |    |                                                       |           |                |                    |
| 11 | 11 | «Naughty Spud» «Проказник Спод»                       | Сара Болл | Джимми Хибберт | 6 февраля 1999 г.  |
| Спод крадет лестницу Боба, чтобы достать яблоки с яблони, не подозревая, что Боб теперь застрял на крыше сарая Трэвиса. Затем Мак ломает запасную лестницу, пытаясь отвезти ее Бобу. |    |                                                       |           |                |                    |
| 12 | 12 | «Scary Spud» «Страшный Спод»                          | Сара Болл | Сара Болл      | 13 февраля 1999 г. |
| Спод обеспокоен тем, что он может больше не быть страшным, и что еще хуже, после того, как он пытается заняться карате, он ломает себе нос. Мак, Диззи и Трэвис расследуют это вместе со Сподом, чтобы помочь ему вернуть нос. |    |                                                       |           |                |                    |
| 13 | 13 | «Bob’s Barnraising» «Как Боб строил амбар»            | Сара Болл | Дайан Рэдмонд  | 20 февраля 1999 г. |
| Команде нужно закончить строительство амбара фермера Пиклза и занести туда тюки до того, как начнется дождь. Трэвис и Мак отвозят урожай в сарай, а Скуп и Лофти держат стены амбара. |    |                                                       |           |                |                    |

## Сезон 2
| № | №  | Название                                         | Режиссёр  | Сценарий       | Премьера           |
| --- | -- | ------------------------------------------------ | --------- | -------------- | ------------------ |
| 1 | 14 | «Spud the Spanner» «Спод-гаечный ключ»           | Сара Болл | Бэн Рэндалл    | 2 июня 1999 г.     |
| Споду надоело быть пугалом, и он берет ящик с инструментами Боба, чтобы попытаться стать супергероем, не подозревая, что это его разрушит. |    |                                                  |           |                |                    |
| 2 | 15 | «Wallpaper Wendy» «Венди делает ремонт»          | Сара Болл | Джимми Хибберт | 9 июня 1999 г.     |
| Боб обустраивает новую квартиру миссис Бродбент, но поскольку он никогда раньше не занимался этим, в итоге он устраивает полный беспорядок. |    |                                                  |           |                |                    |
| 3 | 16 | «Runaway Roley» «Побег Роли»                     | Сара Болл | Джимми Хибберт | 16 июня 1999 г.    |
| Утром Роли теряет тормоза и спит, выкатывается со двора и везде крушит. Он врезается в фонари, знаки, стены и т. д. Бобу, Венди и Трэвису приходится отвозить Роли обратно во двор, не разбудив его. |    |                                                  |           |                |                    |
| 4 | 17 | «Bob’s Big Surprise» «Большой сюрприз Боба»      | Сара Болл | Крис Трэнгов   | 23 июня 1999 г.    |
| Пока Венди навещает свою сестру, Боб и команда решают сделать ей сюрприз, переделав ее сад. Однако миссис Поттс не может присматривать за офисом, так как она больна, поэтому Боб оставляет Сардинку одной в офисе, но Сардинка в итоге устраивает огромный беспорядок из-за постоянного раздражения телефонными звонками и сообщениями автоответчика.                                                                            |    |                                                  |           |                |                    |
| 5 | 18 | «Dizzy’s Statues» «Диззи и садовые фигурки»      | Сара Болл | Дайан Рэдмонд  | 30 июня 1999 г.    |
| Бобу надо поставить столбики вокруг ратуши и одновременно устанавливать садовые фигурки миссис Поттс. Диззи пытается помочь, но сильно путается. |    |                                                  |           |                |                    |
| 6 | 19 | «Lofty to the Rescue» «Лофти спешит на помощь»   | Сара Болл | Крис Трэнгов   | 7 июля 1999 г.     |
| Лофти боится переходить мост из-за страха высоты. Спод издевается над Лофти до такой степени, что тот начинает плакать, но когда Спод падает с моста на дерево, издеваясь над всеми проезжавшими мимо, Лофти приходится преодолеть свои страхи и спасти его. |    |                                                  |           |                |                    |
| 7 | 20 | «Wendy’s Big Match» «Венди забивает гол»         | Сара Болл | Саймон Джоуэтт | 14 июля 1999 г.    |
| Боб готовится к конкурсу «Самый яркий строительный двор». Но когда Спад пинает мяч в Венди, машина для нанесения линий устраивает беспорядок, заставляя его убирать. В итоге Боб выигрывает первый приз в конкурсе «Самый яркий строительный двор». |    |                                                  |           |                |                    |
| 8 | 21 | «Tea Set Travis» «Трэвис и чайный сервиз»        | Сара Болл | Бэн Рэндалл    | 21 июля 1999 г.    |
| Боб и его команда готовятся к переработке вещей. Фермер Пиклз просит Трэвиса присмотреть за его старым чайным сервизом, но когда Спода и Трэвиса нет рядом, они забывают о чайном сервизе, и команда почти отправляет его на переработку. |    |                                                  |           |                |                    |
| 9 | 22 | «Dizzy’s Birdwatch» «Диззи на птичьей страже»    | Сара Болл | Саймон Джоуэтт | 28 июля 1999 г.    |
| Диззи наблюдает за гнездом птиц и видит, как вылупляются птенцы и учатся летать. |    |                                                  |           |                |                    |
| 10 | 23 | «Clocktower Bob» «Боб на башне с часами»         | Сара Болл | Крис Трэнгов   | 5 августа 1999 г.  |
| Боб оказывается застрявшим на сломанной башне с часами, когда Лофти пугается летучей мыши и сбивает лестницу. В это время Мак рассказывает анекдот о слоне в холодильнике и начинает ворчать, когда Скуп говорит ему позволить Диззи продолжать смешивать цемент, утверждая, что «это несправедливо». Той ночью он сталкивается с Лофти как раз в тот момент, когда Скуп и Венди находят обе машины, чтобы они могли спасти Боба. |    |                                                  |           |                |                    |
| 11 | 24 | «Pilchard Goes Fishing» «Сардинка рыбачит»       | Сара Болл | Джимми Хибберт | 12 августа 1999 г. |
| Венди чистит аквариум Боба, но когда Мак приходит за цементом, он врезается в гараж. Когда Венди отвлекается на другую работу, Сардинка намеревается съесть золотую рыбку Боба, Финна. |    |                                                  |           |                |                    |
| 12 | 25 | «Wendy’s Tennis Court» «Теннисный корт Венди»    | Сара Болл | Дайан Рэдмонд  | 19 августа 1999 г. |
| Строя новый теннисный корт, Трэвис и Спод пытаются установить сетку, но Спод находит ее слишком тяжелой и падает в мокрый цемент. |    |                                                  |           |                |                    |
| 13 | 26 | «Bob’s White Christmas» «Снежное Рождество Боба» | Сара Болл | Джимми Хибберт | 26 августа 1999 г. |
| Боб нарядится Дедом Морозом на местном школьном концерте рождественских гимнов, который проведет школьная учительница миссис Персиваль, но он теряет время, когда фермера Пиклза замело снегом. Скуп использует свой снегоочиститель, чтобы расчистить дороги, в то время как Мак и Трэвис расчищают подъездную дорожку фермера Пиклза своими снегоочистителями.                                                                  |    |                                                  |           |                |                    |

## Сезон 3
| №  | №  | Название                                             | Режиссёр     | Сценарий                    | Премьера           |
| -- | -- | ---------------------------------------------------- | ------------ | --------------------------- | ------------------ |
| 1  | 27 | «Bob’s Boots» «Ботинки Боба»                         | Брайан Литтл | Бэн Рэндалл                 | 8 января 2000 г.   |
| 2  | 28 | «Mucky Muck» «Грязнуля Мак»                          | Брайан Литтл | Сара Болл                   | 15 января 2000 г.  |
| 3  | 29 | «Bob’s Day Off» «Выходной Боба»                      | Брайан Литтл | Иан Карни                   | 22 января 2000 г.  |
| 4  | 30 | «Magnetic Lofty» «Лофти-магнит»                      | Брайан Литтл | Крис Трэнгов                | 29 января 2000 г.  |
| 5  | 31 | «Roley’s Tortoise» «Черепаха Роли»                   | Брайан Литтл | Дайан Рэдмонд               | 5 февраля 2000 г.  |
| 6  | 32 | «Special Delivery Spud» «Специальная доставка Спада» | Брайан Литтл | Саймон Джоуэтт              | 12 февраля 2000 г. |
| 7  | 33 | «Pilchard’s Breakfast» «Завтрак для Сардинки»        | Брайан Литтл | Джимми Хибберт              | 19 февраля 2000 г. |
| 8  | 34 | «Scoop’s In Charge» «Скуп за старшего»               | Брайан Литтл | Джимми Хибберт              | 26 февраля 2000 г. |
| 9  | 35 | «Scoop Has Some Fun» «Скуп развлекается»             | Брайан Литтл | Крис Трэнгов                | 4 марта 2000 г.    |
| 10 | 36 | «Dizzy’s Crazy Paving» «Чудная дорожка Диззи»        | Брайан Литтл | Дайан Рэдмонд               | 11 марта 2000 г.   |
| 11 | 37 | «Spud and Squawk» «Спад и ворона»                    | Брайан Литтл | Тэдди Кемпнер и Энди Сэкомб | 18 марта 2000 г.   |
| 12 | 38 | «Muck’s Sleepover» «Мак ночует на ферме»             | Брайан Литтл | Бэн Рэндалл                 | 25 марта 2000 г.   |
| 13 | 39 | «Trailer Travis» «Прицеп Трэвиса»                    | Брайан Литтл | Бэн Рэндалл                 | 1 апреля 2000 г.   |

## Сезон 4
| №  | №  | Название                                             | Режиссёр     | Сценарий                     | Премьера            |
| -- | -- | ---------------------------------------------------- | ------------ | ---------------------------- | ------------------- |
| 1  | 40 | «Roley and the Rock Star» «Роли и рок-звезда»        | Брайан Литтл | Саймон Джоуэтт               | 12 сентября 2000 г. |
| 2  | 41 | «Scoop’s Stegosaurus» «Стегозавр Скупа»              | Брайан Литтл | Джимми Хибберт               | 19 сентября 2000 г. |
| 3  | 42 | «Sneezing Scoop» «Чихающий Скуп»                     | Брайан Литтл | Рут Эстевез                  | 26 сентября 2000 г. |
| 4  | 43 | «Roley’s Animal Rescue» «Роли — спасатель животных»  | Брайан Литтл | Крис Трэнгов                 | 3 октября 2000 г.   |
| 5  | 44 | «Scarecrow Dizzy» «Диззи-пугало»                     | Брайан Литтл | Джеймс Генри                 | 10 октября 2000 г.  |
| 6  | 45 | «One Shot Wendy» «Меткая Венди»                      | Брайан Литтл | Саймон Джоуэтт и Бэн Рэндалл | 17 октября 2000 г.  |
| 7  | 46 | «Spud Lends a Hand» «Спад протягивает руку помощи»   | Брайан Литтл | Иан Карни                    | 24 октября 2000 г.  |
| 8  | 47 | «Bob and the Bandstand» «Боб и эстрада»              | Брайан Литтл | Тэдди Кемпнер и Энди Сэкомб  | 31 октября 2000 г.  |
| 9  | 48 | «Farmer Pickles’s Pigpen» «Свинарник фермера Пиклза» | Брайан Литтл | Джимми Хибберт               | 7 ноября 2000 г.    |
| 10 | 49 | «Bob on the Run» «Боб участвует в забеге»            | Брайан Литтл | Крис Трэнгов                 | 14 ноября 2000 г.   |
| 11 | 50 | «Forget-Me-Knot Bob» «Узелок на память»              | Брайан Литтл | Бэн Рэндалл                  | 21 ноября 2000 г.   |
| 12 | 51 | «Scruffty the Detective» «Скраффти-детектив»         | Брайан Литтл | Сара Болл                    | 28 ноября 2000 г.   |
| 13 | 52 | «Watercolour Wendy» «Венди и акварель»               | Брайан Литтл | Иан Карни                    | 5 декабря 2000 г.   |

## Сезон 5
| №  | №  | Название                                              | Режиссёр    | Сценарий       | Премьера           |
| -- | -- | ----------------------------------------------------- | ----------- | -------------- | ------------------ |
| 1  | 53 | «Scruffty’s Big Dig» «Скраффти попадает в беду»       | Ник Херберт | Дайан Рэдмонд  | 6 января 2001 г.   |
| 2  | 54 | «Inspector Spud» «Инспектор Спад»                     | Лиз Уитакер | Саймон Джоуэтт | 13 января 2001 г.  |
| 3  | 55 | «Cock-a-Doodle Spud» «Ку-ка-ре-ку Спад»               | Сара Болл   | Дайан Рэдмонд  | 20 января 2001 г.  |
| 4  | 56 | «Wendy’s Surprise Party» «Венди устраивает вечеринку» | Лиз Уитакер | Рут Эстевез    | 27 января 2001 г.  |
| 5  | 57 | «Skateboard Spud» «Спад-скейтбордист»                 | Ник Херберт | Росс Хастингс  | 3 февраля 2001 г.  |
| 6  | 58 | «Muck’s Monster» «Мак и чудовище»                     | Ник Херберт | Бэн Рэндалл    | 10 февраля 2001 г. |
| 7  | 59 | «Spud the Dragon» «Дракон Спад»                       | Сара Болл   | Иан Карни      | 17 февраля 2001 г. |
| 8  | 60 | «Pilchard Steals the Show» «Триумф Пилчард»           | Сара Болл   | Джимми Хибберт | 24 февраля 2001 г. |
| 9  | 61 | «Bob’s Hide» «Боб строит укрытие»                     | Лиз Уитакер | Джеймс Генри   | 3 марта 2001 г.    |
| 10 | 62 | «Bob’s Auntie» «Тётушка Боба»                         | Ник Херберт | Джимми Хибберт | 10 марта 2001 г.   |
| 11 | 63 | «Bob and the Big Freeze» «Боб и снег»                 | Лиз Уитакер | Саймон Джоуэтт | 17 марта 2001 г.   |
| 12 | 64 | «Clumsy Roley» «Неуклюжий Роли»                       | Лиз Уитакер | Иан Карни      | 24 марта 2001 г.   |
| 13 | 65 | «Eskimo Bob» «Боб-эскимос»                            | Ник Херберт | Крис Трэнгов   | 31 марта 2001 г.   |

## Сезон 6
| №  | №  | Название                                                       | Режиссёр    | Сценарий       | Премьера           |
| -- | -- | -------------------------------------------------------------- | ----------- | -------------- | ------------------ |
| 1  | 66 | «Bob’s Pizza» «Пицца для Боба»                                 | Лиз Уитакер | Иан Карни      | 6 октября 2001 г.  |
| 2  | 67 | «Bob’s Metal Detector» «Металлоискатель Боба»                  | Ник Херберт | Иан Карни      | 13 октября 2001 г. |
| 3  | 68 | «Mr. Beasley’s DIY Disaster» «Мистер Бизли берется за дело»    | Лиз Уитакер | Крис Трэнгов   | 20 октября 2001 г. |
| 4  | 69 | «Wendy’s Removal Service» «Служба перевозок Венди»             | Ник Херберт | Саймон Джоуэтт | 27 октября 2001 г. |
| 5  | 70 | «Lofty and the Rabbits» «Лофти и кролики»                      | Лиз Уитакер | Рут Эстевез    | 3 ноября 2001 г.   |
| 6  | 71 | «Lofty and the Giant Carrot» «Лофти и гигантская морковь»      | Ник Херберт | Джимми Хибберт | 10 ноября 2001 г.  |
| 7  | 72 | «Bob’s Egg and Spoon Race» «Гонка с яйцом»                     | Лиз Уитакер | Дайан Рэдмонд  | 17 ноября 2001 г.  |
| 8  | 73 | «Trix’s Tiles» «Трикс и черепица»                              | Ник Херберт | Питер Кори     | 24 ноября 2001 г.  |
| 9  | 74 | «Mr. Sabatini’s Smashing Day» «Коронный удар мистера Сабатини» | Ник Херберт | Ли Прессман    | 1 декабря 2001 г.  |
| 10 | 75 | «Roley to the Rescue» «Роли спешит на помощь»                  | Лиз Уитакер | Джеймс Генри   | 8 декабря 2001 г.  |
| 11 | 76 | «Spud’s Big Splash» «Спад и большой плюх»                      | Ник Херберт | Полли Чарчилл  | 15 декабря 2001 г. |
| 12 | 77 | «Spud the Musketeer» «Спад-мушкетёр»                           | Лиз Уитакер | Джули Джонс    | 22 декабря 2001 г. |
| 13 | 78 | «Wendy’s Magic Birthday» «Волшебный День рождения Венди»       | Ник Херберт | Гай Халифакс   | 29 декабря 2001 г. |

## Сезон 7
| №  | №  | Название                                                 | Режиссёр    | Сценарий       | Премьера           |
| -- | -- | -------------------------------------------------------- | ----------- | -------------- | ------------------ |
| 1  | 79 | «Mr. Beasley’s New Friends» «Новые друзья мистера Бизли» | Ник Херберт | Джули Джонс    | 21 января 2002 г.  |
| 2  | 80 | «Spud the Pilot» «Спад-пилот»                            | Лиз Уитакер | Саймон Джоуэтт | 28 января 2002 г.  |
| 3  | 81 | «Trix and the Otters» «Трикс и выдры»                    | Сара Болл   | Ли Прайс       | 4 февраля 2002 г.  |
| 4  | 82 | «Speedy Skip» «Быстрый Скип»                             | Ник Херберт | Крис Трэнгов   | 11 февраля 2002 г. |
| 5  | 83 | «Mr. Ellis’s Exhibition» «Выставка мистера Эллиса»       | Лиз Уитакер | Дайан Рэдмонд  | 18 февраля 2002 г. |
| 6  | 84 | «Bob and the Badgers» «Боб и барсуки»                    | Сара Болл   | Сара Болл      | 25 февраля 2002 г. |
| 7  | 85 | «Bob and the Goalie» «Боб и вратарь»                     | Ник Херберт | Глен Дэйкин    | 4 марта 2002 г.    |
| 8  | 86 | «Dizzy Goes Camping» «Диззи разбивает лагерь»            | Лиз Уитакер | Глен Дэйкин    | 11 марта 2002 г.   |
| 9  | 87 | «Pilchard’s Pets» «Домашние любимцы Пилчард»             | Ник Херберт | Джимми Хибберт | 18 марта 2002 г.   |
| 10 | 88 | «Snowman Scoop» «Скуп-снеговик»                          | Лиз Уитакер | Джеймс Генри   | 25 марта 2002 г.   |
| 11 | 89 | «Lofty’s Long Load» «Длинный груз Лофти»                 | Лиз Уитакер | Гай Халифакс   | 1 апреля 2002 г.   |
| 12 | 90 | «Hamish’s New Home» «Новый дом для Хэмиша»               | Ник Херберт | Саймон Джоуэтт | 8 апреля 2002 г.   |
| 13 | 91 | «Dizzy the Sheepdog» «Пастушья собака Диззи»             | Ник Херберт | Дайан Рэдмонд  | 15 апреля 2002 г.  |

## Сезон 8
| №  | №   | Название                                              | Режиссёр                              | Сценарий       | Премьера            |
| -- | --- | ----------------------------------------------------- | ------------------------------------- | -------------- | ------------------- |
| 1  | 92  | «Bob the Photographer» «Боб фотографирует»            | Ник Херберт                           | Джули Джонс    | 17 сентября 2002 г. |
| 2  | 93  | «Mr. Bentley’s Trains» «Поезда мистера Бентли»        | Сара Болл                             | Сара Болл      | 24 сентября 2002 г. |
| 3  | 94  | «Wendy’s Big Night Out» «Торжественная речь Венди»    | Лиз Уитакер                           | Дайан Рэдмонд  | 1 октября 2002 г.   |
| 4  | 95  | «Racing Muck» «Гонщик Мак»                            | Ник Херберт и Энди Бёрнс              | Джеймс Генри   | 8 октября 2002 г.   |
| 5  | 96  | «Mr. Beasley’s Noisy Pipes» «Привидение из котла»     | Лиз Уитакер                           | Полли Чарчилл  | 15 октября 2002 г.  |
| 6  | 97  | «Lofty’s Jungle Fun» «Лофти и джунгли»                | Ник Херберт и Энди Бёрнс              | Джули Джонс    | 22 октября 2002 г.  |
| 7  | 98  | «Ballroom Bob» «Боб танцует»                          | Лиз Уитакер                           | Саймон Джоуэтт | 29 октября 2002 г.  |
| 8  | 99  | «Molly’s Fashion Show» «Показ мод Молли»              | Ник Херберт, Энди Бёрнс и Джилли Фогг | Глен Дэйкин    | 5 ноября 2002 г.    |
| 9  | 100 | «Spud and the Doves» «Спад и голуби»                  | Энди Бёрнс                            | Сара Болл      | 12 ноября 2002 г.   |
| 10 | 101 | «First-Aid Molly» «Первая помощь Молли»               | Лиз Уитакер                           | Питер Ривс     | 19 ноября 2002 г.   |
| 11 | 102 | «Mr. Bentley: Dog Sitter» «Новый друг мистера Бентли» | Лиз Уитакер                           | Джимми Хибберт | 26 ноября 2002 г.   |
| 12 | 103 | «Travis Gets Lucky» «Талисман Трэвиса»                | Энди Бёрнс                            | Дайан Рэдмонд  | 3 декабря 2002 г.   |
| 13 | 104 | «Scruffty on Guard» «Скраффти - сторожевой пёс»       | Джилли Фогг                           | Глен Дэйкин    | 10 декабря 2002 г.  |

## Сезон 9
| №  | №   | Название                                                    | Режиссёр    | Сценарий       | Премьера           |
| -- | --- | ----------------------------------------------------------- | ----------- | -------------- | ------------------ |
| 1  | 105 | «Bob the Farmer» «Боб-фермер»                               | Джилли Фогг | Глен Дэйкин    | 4 февраля 2004 г.  |
| 2  | 106 | «Mr. Bentley’s Winter Fair» «Зимняя ярмарка мистера Бентли» | Энди Бёрнс  | Питер Ривс     | 9 февраля 2004 г.  |
| 3  | 107 | «Lofty the Artist» «Художник Лофти»                         | Джилли Фогг | Джеймс Генри   | 16 февраля 2004 г. |
| 4  | 108 | «Spud’s Statue» «Спад и статуя»                             | Энди Бёрнс  | Джимми Хибберт | 23 февраля 2004 г. |
| 5  | 109 | «Pilchard and the Field Mice» «Пилчард и полевые мыши»      | Джилли Фогг | Дайан Рэдмонд  | 7 марта 2004 г.    |
| 6  | 110 | «Trix’s Pumpkin Pie» «Трикс и тыквенный пирог»              | Энди Бёрнс  | Дайан Рэдмонд  | 14 марта 2004 г.   |
| 7  | 111 | «Where’s Muck?» «Где же Мак?»                               | Джилли Фогг | Питер Ривс     | 21 марта 2004 г.   |
| 8  | 112 | «Travis’s Busy Day» «Трудный день Трэвиса»                  | Энди Бёрнс  | Питер Ривс     | 4 апреля 2004 г.   |
| 9  | 113 | «Muck’s Surprise» «Мак и сюрприз»                           | Джилли Фогг | Марк Сил       | 11 апреля 2004 г.  |
| 10 | 114 | «Skip’s Big Idea» «Идея Скипа»                              | Энди Бёрнс  | Джимми Хибберт | 18 апреля 2004 г.  |
| 11 | 115 | «Roley’s Important Job» «Важная работа Роли»                | Джилли Фогг | Дайан Рэдмонд  | 25 апреля 2004 г.  |
| 12 | 116 | «Trix and the Bug» «Трикс и жук»                            | Джилли Фогг | Глен Дэйкин    | 1 мая 2004 г.      |
| 13 | 117 | «Scoop the Disco Digger» «Скуп - танцор диско»              | Энди Бёрнс  | Дайан Рэдмонд  | 17 июня 2004 г.    |

## Сезон 10
| №  | №   | Название                                           | Режиссёр     | Сценарий                   | Премьера           |
| -- | --- | -------------------------------------------------- | ------------ | -------------------------- | ------------------ |
| 1  | 118 | «Bob’s Big Plan» «Большой план Боба»               | Джеки Кокл   | Сара Болл                  | 3 ноября 2004 г.   |
| 2  | 119 | «Bob’s Fresh Start» «Боб начинает с нуля»          | Энди Бёрнс   | Марк Сил                   | 24 ноября 2004 г.  |
| 3  | 120 | «Lofty’s Shelter» «Дом для Лофти»                  | Энди Бёрнс   | Сара Болл                  | 5 января 2005 г.   |
| 4  | 121 | «Dizzy and the Talkie-Talkie» «Диззи и рация»      | Энди Бёрнс   | Марк Сил                   | 26 января 2005 г.  |
| 5  | 122 | «Scoop’s Recruit» «Новый строитель Скупа»          | Джефф Уолкер | Сара Болл                  | 2 февраля 2005 г.  |
| 6  | 123 | «Where’s Robert?» «Где Роберт?»                    | Джефф Уолкер | Сара Болл                  | 16 февраля 2005 г. |
| 7  | 124 | «Wendy’s Welcome» «Добро пожаловать, Венди»        | Джефф Уолкер | Сара Болл                  | 23 февраля 2005 г. |
| 8  | 125 | «Roley’s New Friend» «Новый друг Роли»             | Джефф Уолкер | Марк Сил                   | 2 марта 2005 г.    |
| 9  | 126 | «Two Scoops» «Два Скупа»                           | Энди Бёрнс   | Питер Ривс                 | 9 марта 2005 г.    |
| 10 | 127 | «Benny’s Back!» «Бенни вернулся!»                  | Джефф Уолкер | Питер Ривс и Сара Болл     | 16 марта 2005 г.   |
| 11 | 128 | «Spud’s Straw Surprise» «Соломенный сюрприз Спада» | Энди Бёрнс   | Рейчел Мюррелл и Сара Болл | 23 марта 2005 г.   |
| 12 | 129 | «Off-Road Scrambler» «Безработный Скрэмблер»       | Джилли Фогг  | Марк Сил                   | 30 марта 2005 г.   |
| 13 | 130 | «Meet Marjorie» «Знакомьтесь, это Марджори»        | Джефф Уолкер | Марк Сил                   | 6 апреля 2005 г.   |
| 14 | 131 | «Muck’s Mud Hut» «Домик из грязи для Мака»         | Энди Бёрнс   | Сара Болл                  | 13 апреля 2005 г.  |
| 15 | 132 | «Wendy’s Party Plan» «План вечеринки Венди»        | Джилли Фогг  | Марк Сил                   | 27 апреля 2005 г.  |

## Сезон 11
| №  | №   | Название                                                                | Режиссёр                                            | Сценарий                  | Премьера        |
| -- | --- | ----------------------------------------------------------------------- | --------------------------------------------------- | ------------------------- | --------------- |
| 1  | 133 | «Scrambler in the Doghouse» «Скрэмблер в конуре»                        | Джефф Уолкер                                        | Марк Сил                  | 1 июня 2005 г.  |
| 2  | 134 | «Benny’s Important Job» «Важное задание Бенни»                          | Брайан Литтл                                        | Рейчел Мюррелл и Марк Сил | 2 июня 2005 г.  |
| 3  | 135 | «Put-It-Together Spud» «Спад-сборщик»                                   | Джефф Уолкер                                        | Саймон Николсон           | 6 июня 2005 г.  |
| 4  | 136 | «Roley’s Round-Up» «Питомник Роли»                                      | Брайан Литтл                                        | Марк Сил                  | 7 июня 2005 г.  |
| 5  | 137 | «Dizzy the Detective» «Диззи-детектив»                                  | Брайан Литтл и Джеки Кокл                           | Дэйв Ингхэм               | 8 июня 2005 г.  |
| 6  | 138 | «Two Jobs Travis» «Трэвис на двух работах»                              | Джефф Уолкер                                        | Саймон Николсон           | 9 июня 2005 г.  |
| 7  | 139 | «Scrambler and the Colourful Cave» «Скрэмблер и красочная пещера»       | Джефф Уолкер                                        | Марк Сил                  | 11 июня 2005 г. |
| 8  | 140 | «Spud’s Bumper Harvest» «Невиданный урожай Спада»                       | Брайан Литтл, Джеки Кокл и Джефф Уолкер             | Саймон Николсон           | 12 июня 2005 г. |
| 9  | 141 | «Muck’s Convoy» «Конвой Мака»                                           | Брайан Литтл, Джефф Уолкер, Джеки Кокл и Энди Бёрнс | Дэйв Ингхэм               | 14 июня 2005 г. |
| 10 | 142 | «While Bob’s Away, Robert Will Play» «Бобу - уезжать, Роберту - играть» | Джефф Уолкер, Джеки Кокл и Джилли Фогг              | Марк Сил                  | 17 июня 2005 г. |
| 11 | 143 | «Bob’s Three Jobs» «Боб на трёх работах»                                | Энди Бёрнс и Джефф Уолкер                           | Марк Сил                  | 21 июня 2005 г. |
| 12 | 144 | «Scoop Knows It All» «Скуп всё знает»                                   | Брайан Литтл и Джилли Фогг                          | Саймон Николсон           | 24 июня 2005 г. |

## Сезон 12
| №  | №   | Название                                                       | Режиссёр     | Сценарий        | Премьера           |
| -- | --- | -------------------------------------------------------------- | ------------ | --------------- | ------------------ |
| 1  | 145 | «Dizzy’s Sleepover» «Диззи и летучие мыши»                     | ?            | Дэйв Ингхэм     | 12 января 2006 г.  |
| 2  | 146 | «Lofty the Star» «Лофти - звезда»                              | ?            | Марк Сил        | 19 января 2006 г.  |
| 3  | 147 | «Sumsy’s Willow Tree» «Самзи и ива»                            | ?            | Саймон Николсон | 26 января 2006 г.  |
| 4  | 148 | «Slow Down Scrambler!» «Притормози, Скрэмблер!»                | ?            | Марк Сил        | 2 февраля 2006 г.  |
| 5  | 149 | «Travis and the Tropical Fruits» «Трэвис и тропические фрукты» | ?            | Саймон Николсон | 3 февраля 2006 г.  |
| 6  | 150 | «Scoop the Teacher» «Учитель Скуп»                             | ?            | Дэйв Ингхэм     | 4 февраля 2006 г.  |
| 7  | 151 | «Sir Muck» «Сэр Мак»                                           | ?            | Марк Сил        | 5 февраля 2006 г.  |
| 8  | 152 | «Bashing Crashing Benny» «Сокрушительный-разрушительный Бенни» | ?            | Марк Сил        | 6 февраля 2006 г.  |
| 9  | 153 | «Spud’s Cork Tree» «Спад и пробковое дерево»                   | Энди Бёрнс   | Дэйв Ингхэм     | 10 февраля 2006 г. |
| 10 | 154 | «Bob’s Top Team» «Супер-команда Боба»                          | Брайан Литтл | Саймон Николсон | 12 февраля 2006 г. |
| 11 | 155 | «Sumsy and the Beast» «Самзи и чудище»                         | Энди Бёрнс   | Сара Болл       | 14 февраля 2006 г. |
| 12 | 156 | «Listen With Scrambler» «Скрамблер, слушай внимательно!»       | ?            | Марк Сил        | 27 февраля 2006 г. |
| 13 | 157 | «Roley’s Bird’s Eye View» «Роли смотрит с высоты»              | ?            | Сара Болл       | 4 марта 2006 г.    |
| 14 | 158 | «Wendy’s Houseboat» «Плавучий дом Венди»                       | Брайан Литтл | Дэйв Ингхэм     | 7 марта 2006 г.    |

## Сезон 13
| №  | №   | Название                                                        | Режиссёр     | Сценарий                 | Премьера         |
| -- | --- | --------------------------------------------------------------- | ------------ | ------------------------ | ---------------- |
| 1  | 159 | «Mr. Bentley’s Assistant» «Помощник мистера Бентли»             | Лиз Уитакер  | Саймон Николсон          | 10 марта 2006 г. |
| 2  | 160 | «Roley’s Moleys» «Кротики Роли»                                 | Ник Херберт  | Марк Сил                 | 21 марта 2006 г. |
| 3  | 161 | «Spud Rushes It» «Нетерпеливый Спад»                            | Лиз Уитакер  | Марк Сил                 | 6 июля 2006 г.   |
| 4  | 162 | «Scrambler’s Seaweed Delivery» «Доставка водорослей Скрамблера» | Ник Херберт  | Саймон Николсон          | 7 июля 2006 г.   |
| 5  | 163 | «Massive Muck» «Мак-гигант»                                     | Ник Херберт  | Марк Сил                 | 8 июля 2006 г.   |
| 6  | 164 | «Roley’s Apple Press» «Яблочный пресс Роли»                     | Лиз Уитакер  | Дэйв Ингхэм              | 9 июля 2006 г.   |
| 7  | 165 | «Travis’s Giddy Day» «Трэвис и Гидди»                           | Джефф Уолкер | Лора Бомонт и Пол Ларсон | 10 июля 2006 г.  |
| 8  | 166 | «Muck’s Drying Tunnel» «Сушильный тоннель Мака»                 | Брайан Литтл | Саймон Николсон          | 12 июля 2006 г.  |
| 9  | 167 | «Benny’s Jungle Trouble» «Бенни и джунгли»                      | Брайан Литтл | Луиза Крамской           | 21 июля 2006 г.  |
| 10 | 168 | «Dizzy the Walking Bus» «Диззи - школьный автобус»              | Энди Бёрнс   | Дэйв Ингхэм              | 24 июля 2006 г.  |
| 11 | 169 | «Packer’s First Day» «Первый рабочий день Пакера»               | Джефф Уолкер | Лора Бомонт и Пол Ларсон | 25 июля 2006 г.  |
| 12 | 170 | «The Bob House» «Дом Боба»                                      | Брайан Литтл | Саймон Николсон          | 26 июля 2006 г.  |

## Сезон 14
| №  | №   | Название                                                  | Режиссёр     | Сценарий                 | Премьера          |
| -- | --- | --------------------------------------------------------- | ------------ | ------------------------ | ----------------- |
| 1  | 171 | «Mr. Bentley’s Big Parade» «Большой парад мистера Бентли» | Лиз Уитакер  | Марк Сил                 | 2 марта 2007 г.   |
| 2  | 172 | «Scrambler the Goat Herder» «Скрамблер-пастух»            | Лиз Уитакер  | Дэвид Ингхэм             | 4 марта 2007 г.   |
| 3  | 173 | «Packer’s Big Delivery» «Большая доставка Пакера»         | Лиз Уитакер  | Саймон Николсон          | 7 марта 2007 г.   |
| 4  | 174 | «Spud the Woodsman» «Спад-лесоруб»                        | Джефф Уолкер | Луиза Крамской           | 20 марта 2007 г.  |
| 5  | 175 | «Muck’s Mootastic Dairy» «Музыкальная сыроварня Мака»     | Брайан Литтл | Лора Бомонт и Пол Ларсон | 26 марта 2007 г.  |
| 6  | 176 | «Roley the Green Cat» «Роли - зелёный кот»                | Энди Бёрнс   | Марк Сил                 | 31 марта 2007 г.  |
| 7  | 177 | «Put-It-Together Bob» «Попробуй это собрать, Боб»         | Брайан Литтл | Саймон Николсон          | 5 апреля 2007 г.  |
| 8  | 178 | «Dodger the Milk Truck» «Молочный пикап Доджер»           | Лиз Уитакер  | Дэйв Ингхэм              | 23 апреля 2007 г. |
| 9  | 179 | «The Three Musketrucks» «Три грузоветёра»                 | Лиз Уитакер  | Лора Бомонт и Пол Ларсон | 3 мая 2007 г.     |
| 10 | 180 | «Scoop Slips Up» «Признание Скупа»                        | Джефф Уолкер | Луиза Крамской           | 17 мая 2007 г.    |
| 11 | 181 | «Dodger’s Dairy Disaster» «Молочная катастрофа Доджера»   | Лиз Уитакер  | Лора Бомонт и Пол Ларсон | 23 мая 2007 г.    |
| 12 | 182 | «Bob’s Beach Hut» «Пляжное бунгало Боба»                  | Лиз Уитакер  | Лора Бомонт и Пол Ларсон | 31 мая 2007 г.    |

## Сезон 15
| №  | №   | Название                                                   | Режиссёр     | Сценарий                   | Премьера           |
| -- | --- | ---------------------------------------------------------- | ------------ | -------------------------- | ------------------ |
| 1  | 183 | «The House That Lofty Built» «Дом, который построил Лофти» | Энди Бёрнс   | Саймон Николсон и Марк Сил | 7 октября 2007 г.  |
| 2  | 184 | «Bob’s Big Idea» «Большая идея Боба»                       | Брайан Литтл | Марк Сил                   | 25 октября 2007 г. |
| 3  | 185 | «Roley Brings the House Down» «Роли сносит дом»            | Джефф Уолкер | Марк Сил                   | 26 ноября 2007 г.  |
| 4  | 186 | «Muck’s Machine Wash» «Автомойка Мака»                     | Брайан Литтл | Дэйв Ингхэм                | 1 декабря 2007 г.  |
| 5  | 187 | «Lofty’s Comet» «Лофти и комета»                           | Энди Бёрнс   | Саймон Николсон            | 26 декабря 2007 г. |
| 6  | 188 | «Lofty the Lifeguard» «Лофти-спасатель»                    | Лиз Уитакер  | Лора Бомонт и Пол Ларсон   | 17 января 2008 г.  |
| 7  | 189 | «Star Struck Spud» «Спад-киноман»                          | Лиз Уитакер  | Лора Бомонт и Пол Ларсон   | 24 января 2008 г.  |
| 8  | 190 | «Go, Mr. Bentley, Go!» «Вперёд, мистер Бентли, вперёд!»    | Джефф Уолкер | Саймон Николсон            | 31 января 2008 г.  |
| 9  | 191 | «Tumbler and the Skate Park» «Тамблер и скейт-парк»        | Брайан Литтл | Марк Сил                   | 6 февраля 2008 г.  |
| 10 | 192 | «Fantastic Flex» «Великолепный Флекс»                      | Энди Бёрнс   | Марк Сил                   | 11 февраля 2008 г. |
| 11 | 193 | «Packer’s Trailer Trouble» «Неприятности Пэкера»           | Энди Бёрнс   | Луиза Крамской             | 3 марта 2008 г.    |
| 12 | 194 | «Scoop’s Best Team Ever» «Скуп и лучшая команда на свете»  | Джефф Уолкер | Саймон Николсон            | 15 марта 2008 г.   |
| 13 | 195 | «Spud and the Hotel» «Спад и отель»                        | Джефф Уолкер | Лора Бомонт и Пол Ларсон   | 28 марта 2008 г.   |
| 14 | 196 | «Tumbler’s Perfect Promenade» «Идеальный бульвар Тамблера» | Энди Бёрнс   | Дэйв Ингхэм                | 10 апреля 2008 г.  |
| 15 | 197 | «Clean as a Whistle Bristle» «Брисл наводит чистоту»       | Энди Бёрнс   | Дэйв Ингхэм                | 26 апреля 2008 г.  |

## Сезон 16
| №  | №   | Название                                                     | Режиссёр | Сценарий | Премьера           |
| -- | --- | ------------------------------------------------------------ | -------- | -------- | ------------------ |
| 1  | 198 | «Zoomer’s Snowy Adventure» (название на русском отсутствует) |          |          | 28 апреля 2008 г.  |
| 2  | 199 | «Radio Bob» (название на русском отсутствует)                |          |          | 11 августа 2007 г. |
| 3  | 200 | «Tumbler and the Ice Rink» (название на русском отсутствует) |          |          | 23 ноября 2007 г.  |
| 4  | 201 | «Spud the DJ» (название на русском отсутствует)              |          |          | 14 марта 2008 г.   |
| 5  | 202 | «Silent Scoop» (название на русском отсутствует)             |          |          | 31 марта 2008 г.   |
| 6  | 203 | «Scrambler Gets Prepared» (название на русском отсутствует)  |          |          | 5 июня 2008 г.     |
| 7  | 204 | «Sumsy’s Special Building» (название на русском отсутствует) |          |          | 28 августа 2008 г. |
| 8  | 205 | «Lofty’s Banana Tree» (название на русском отсутствует)      |          |          | 10 октября 2008 г. |
| 9  | 206 | «Roley’s Flat Garden» (название на русском отсутствует)      |          |          | 24 января 2009 г.  |
| 10 | 207 | «Super Splasher» (название на русском отсутствует)           |          |          | 17 марта 2009 г.   |
| 11 | 208 | «Breezy Bristle» (название на русском отсутствует)           |          |          | 14 мая 2009 г.     |
| 12 | 209 | «Splasher’s Two Stops» (название на русском отсутствует)     |          |          | 19 июля 2009 г.    |
| 13 | 210 | «An Inspector Calls» (название на русском отсутствует)       |          |          | 3 октября 2009 г.  |